# Андрей Ангелов
Андрей Ангелов Ангелов е български полицай, старши комисар в Министерство на Вътрешните Работи на Република България.

## Биография
Андрей Ангелов е роден на 06 Февруари 1984 г. в град Казанлък, Република България. 
- През 2007г. е завършил специалност „Противодействие на престъпността и опазване на обществения ред“ в Академията на МВР в София.[1]
- През 2013г. придобива образователно-квалификационна степен „Магистър“ в същата специалност от бакалавърската си степен.[1]
- Няколко години по-късно завършва втора магистратура в Стопанска академия - Свищов със специалност „Мениджмънт на търговската дейност“.[1]

Има дълъг професионален опит в „Криминална полиция“ - секторите „Наркотици“, „Тежки престъпления“, „Престъпления, свързани с общоопасни средства“, „Престъпления против личността“.
- От 2015г. става началник на Сектор „Борба с организираната престъпност“ Варна.[1]
- От 2016г. е назначен за зам.-директор на ОД на МВР - Варна.[1]
- От 11.08.2023г. е Директор на ОД на МВР - Варна.[1][2][3]

За огромния си принос към МВР и ненадминатия си професионализъм, той е награждаван многократно през годините и удостоен с почетен знак първа степен.
Андрей Ангелов е първият директор, в историята на ОД на МВР Варна, отличен с почетно отличие на МВР  "За Доблест и Заслуга".
Под негово ръководство започват епохални ремонтни работи на амортизирания сграден фонд на Полицията в Морският град. Той поставя началото на обновяване, преустройство и разширяване на помещенията за голяма част от възловите структури в Областната Дирекция, която управлява. С негова заповед започват нови иновативни обучения за полицаите по две направления. Набляга се на теоретико-практически упражнения, на всички служители, за използване на различни видове техники за прилагане на физическа сила и помощни средства, технически средства и правила за безопасност при употреба и съхранението им. За тези обучения полицаите са преминали изпит с поставена оценка. Уроци по до лекарска помощ на служителите на реда са проведени в болнично заведение в гр. Варна. Под негово ръководство са преминати множество упражнения по темите:  "Правни гаранции за равнопоставеност и равно третиране на жените и мъжете, според действащото българско законодателство" и "Гарантиране на правата на човека и законосъобразно упражняване на полицейските правомощия".
От 20 Юни 2025г. е Директор на ЦСПП-Варна към Академия на МВР.